# Nastassja Kirylawa
Nastassja Sjarhejeuna Kirylawa (belarussisch Настасся Сяргееўна Кірылава, russisch Анастасия Сергеевна Кириллова Anastassija Sergejewna Kirillowa, englisch Anastasia Kirillova; * 20. Februar 1996) ist eine belarussische Skilangläuferin.

## Werdegang
Kirylawa gab zu Beginn der Saison 2011/12 in Werschina Tjoi ihr Debüt im Eastern-Europe-Cup. Sie belegte dabei den 16. und den 45. Platz im Sprint. Beim Europäischen Olympischen Winter-Jugendfestival 2013 in Brașov kam sie auf den 33. Platz über 5 km klassisch, auf den 30. Rang über 7,5 km Freistil und auf den 11. Platz im Sprint. Im Februar 2015 errang sie bei den Nordischen Junioren-Skiweltmeisterschaften 2015 in Almaty den 18. Platz im Sprint. Zu Beginn der Saison 2015/16 lief sie bei der Nordic Opening in Kuusamo, die sie vorzeitig beendete, ihre ersten Weltcuprennen. Dabei belegte sie den 64. Platz im Sprint und den 78. Rang über 5 km Freistil. Im Januar 2016 kam sie in Minsk mit dem vierten Platz im Sprint erstmals unter die ersten Zehn im Eastern-Europe-Cup. Im folgenden Monat holte sie mit dem 20. Platz beim Weltcup-Sprint in Stockholm ihre ersten Weltcuppunkte. Bei den Nordischen Junioren-Skiweltmeisterschaften 2016 in Râșnov belegte sie den 44. Platz über 10 km Freistil, den 11. Rang mit der Staffel und den achten Platz im Sprint. In der Saison 2016/17 errang sie beim Slavic Cup in Štrbské Pleso zweimal den zweiten Platz im Sprint und erreichte damit den zehnten Platz in der Gesamtwertung. Im Februar 2017 kam sie im Sprint in Pyeongchang mit dem 28. Platz zum zweiten Mal in die Weltcuppunkteränge. Im folgenden Jahr errang sie bei den U23-Weltmeisterschaften in Goms den 31. Platz im Sprint und bei den Olympischen Winterspielen in Pyeongchang den 40. Platz im Sprint und den 14. Platz mit der Staffel. Bei den Nordischen Weltmeisterschaften 2019 in Seefeld in Tirol lief sie auf den 61. Platz über 10 km klassisch, auf den 42. Rang im Sprint und auf den neunten Platz zusammen mit Polina Seronossowa im Teamsprint. 
In der Saison 2020/21 erreichte Kirylawa  mit vier Siege und zwei zweite Plätze den zweiten Gesamtrang im Eastern-Europe-Cup. Bei den Nordischen Weltmeisterschaften 2021 in Oberstdorf lief sie auf den 18. Platz im Sprint.

## Siege bei Continental-Cup-Rennen
| Nr. | Datum             | Ort              | Disziplin        | Serie              |
| --- | ----------------- | ---------------- | ---------------- | ------------------ |
| 1.  | 10. Januar 2019   | Minsk-Raubitschy | Sprint klassisch | Eastern Europe Cup |
| 2.  | 12. November 2019 | Schtschutschinsk | Sprint klassisch | Eastern Europe Cup |
| 3.  | 13. November 2019 | Schtschutschinsk | 5 km klassisch   | Eastern Europe Cup |
| 4.  | 23. Dezember 2020 | Krasnogorsk      | Sprint Freistil  | Eastern Europe Cup |
| 5.  | 4. Januar 2021    | Minsk-Raubitschy | Sprint klassisch | Eastern Europe Cup |
| 6.  | 5. Januar 2021    | Minsk-Raubitschy | 5 km klassisch   | Eastern Europe Cup |
| 7.  | 22. Januar 2021   | Krasnogorsk      | Sprint Freistil  | Eastern Europe Cup |
| 8.  | 4. Januar 2022    | Minsk-Raubitschy | Sprint Freistil  | Eastern Europe Cup |
| 9.  | 5. Januar 2022    | Minsk-Raubitschy | 5 km klassisch   | Eastern Europe Cup |